# Евталия
Евталия (III век) — святая мученица из Лентини, Сицилия. Дни памяти — 2 марта, 27 августа.
Святая Евталия (Euthalia) приняла христианство вслед за своей матерью, св. Евтропией[уточнить] (Eutropia), которая долгие годы страдала кровотечением и исцелилась после того как приняла Святое крещение по молитвам свв. Альфия, Филадельфа и Кирина. Хотя их обращение ко Господу было великой радостью, один из сыновей, Сирмиан (Sirmianus), воспринял это как великое оскорбления. Он настаивал на отречении от Христовой веры, но обе женщины отказали ему в этом. В то время как мать бежала из своего дома, дочь осталась, несмотря на угрозу физической расправы. Она оставалась бесстрашной пред лицом мучений и страданий и была убита собственным братом.